# L'Ange blanc (film, 1936)
Pour les articles homonymes, voir L'Ange blanc.
Pour plus de détails, voir Fiche technique et Distribution.
L'Ange blanc (titre original : The White Angel) est un film américain réalisé par William Dieterle et sorti en 1936.

## Synopsis
Dans l'Angleterre victorienne , Florence Nightingale décide de devenir infirmière, laissant perplexe sa famille de la classe supérieure (car les soins infirmiers étaient considérés comme une profession peu recommandable à l'époque). Elle se rend en Allemagne dans la seule école d'infirmières. La formation est ardue, mais elle endure et obtient son diplôme. Lorsqu'elle rentre chez elle, cependant, personne ne veut l'employer. Lorsque la guerre de Crimée éclate, elle obtient enfin sa chance. Avec l'aide d'amis influents et des articles de journaux accablants sur les conditions misérables en Crimée par Fuller, un journaliste du Times , elle est autorisée à recruter des infirmières et à les conduire à Scutari en Turquie pour soigner les blessés.
Là, cependant, elle est farouchement opposée par le Dr Hunt, qui est chargé de l'hôpital. Elle reste intrépide et gagne bientôt l'amour de ses patients. Chaque nuit, elle parcourt des kilomètres de salles, portant une lampe, afin de s'assurer que ses patients ont tout ce dont ils ont besoin. Ses efforts inlassables réduisent considérablement le taux de mortalité. Sa renommée est diffusée par les journaux et Henry Wadsworth Longfellow écrit un poème en son honneur. Lorsque l'occasion se présente, elle se rend au front pour soigner plus rapidement les blessés. Elle laisse Sœur Colomba chargé à Scutari. Une fois de plus, Nightingale fait face à une opposition officielle à ses efforts, à l'instigation du Dr Hunt. Cependant, elle gagne le soutien de Lord Raglan, le commandant en chef britannique, et est bientôt à pied d'œuvre. Lorsqu'elle attrape le choléra , elle est assistée par Tommy, un garçon batteur qu'elle a elle-même soigné au bord de la mort.
Alors qu'elle n'est que partiellement rétablie, elle est surprise lorsque sœur Colomba se présente. La religieuse l'informe que le Dr Hunt l'a remplacée par Ella Stephens, une mondaine volage que Nightingale avait déjà rejetée en tant qu'infirmière. Sous la direction laxiste et indifférente de Stephens, les conditions s'étaient considérablement aggravées. Nightingale revient à Scutari et met les choses au clair. Après la fin de la guerre, elle rentre chez elle en Angleterre. A cette époque, même le Dr Hunt a reconsidéré son opinion sur son travail, mais son supérieur, le sous-secrétaire à la guerre Bullock ( Montagu Love ), reste ferme dans son opposition. Bullock essaie de retourner la reine Victoria contre Nightingale, mais le monarque montre à la place son approbation en présentant à Nightingale une broche.

## Fiche technique
- Titre original : The White Angel
- Réalisation : William Dieterle
- Scénario : Mordaunt Shairp d'après un poème Santa Filomena (The Lady With the Lamp) d'Henry Wadsworth Longfellow
- Direction artistique : Anton Grot
- Costumes : Orry-Kelly
- Photographie : Tony Gaudio
- Montage : Warren Low
- Musique : Heinz Roemheld (non crédité)
- Société de production et de distribution : Columbia Pictures
- Pays de production :  États-Unis
- Langue : anglais
- Format : Noir et blanc — 35 mm — 1,37:1 — Son : Mono
- Genre : Film dramatique, Film biographique
- Durée : 92 minutes (1 h 32)
- Dates de sortie :
  - États-Unis : 25 juin 1936 (New York)
  - États-Unis : 4 juillet 1936 (sortie nationale)